# Jiřina Houdková
Jiřina Houdková (16. března 1918 Nesměň u Trhových Svin – 24. listopadu 2003 Písek) byla česká knihovnice, bibliografka, učitelka a ředitelka knihovny v Českých Budějovicích v letech 1949–1974. Patřila mezi výrazné knihovnické osobnosti, které podstatnou měrou přispěly k výstavbě a rozvoji českého poválečného veřejného knihovnictví v Českých Budějovicích a v jižních Čechách.

## Život
Narodila se jako Jiřina Ziegrosserová v obci Nesměň v Novohradských horách. Její otec byl učitel a ředitel měšťanské školy. Po obecné škole, absolvovala pedagogické vzdělání na učitelském ústavu a krátce působila jako učitelka. V roce 1947 nastoupila do nově vznikající Státní studijní knihovny dr. Zdeňka Nejedlého v Českých Budějovicích na místo knihovnice, odkud přešla v roce 1949 na místo ředitelky Veřejné městské knihovny v Českých Budějovicích. V roce 1958, po sloučení Městské knihovny se Státní studijní knihovnou dr. Zdeňka Nejedlého se stala první ředitelkou této největší knihovny v kraji. Ve funkci působila do roku 1974. Odborné knihovnické vzdělání si doplnila dálkovým studiem na Filologické fakultě Univerzity Karlovy v Praze a byla mezi prvními doktorandy, kteří získali titul PhDr. v oboru knihovnictví.Její rigorózní prací bylo téma individuální práce se čtenářem. Nikdy neodmítala nové technologie a jejich zavádění do knihovnické praxe. Jejím velkým kladem byl pozitivní vztah k lidem. Provdala se za Bohumila Houdka, kulturního pracovníka, intendanta Jihočeského divadla, zakladatele a prvního ředitele Alšovy jihočeské galerie v Hluboké nad Vltavou, pracovníka památkové péče. Měli dvě dcery, Věru provdanou Mrázkovou a Evu provdanou Amblerovou, která též pracovala v oboru knihovnictví v knihovně tehdejší Vysoké školy ekonomické (dnes Jihočeská univerzita). Jiřina Houdková zemřela v Písku 23. listopadu 2003.

## Manažerská a odborná činnost
Publikovala odborné články, jejím zájmem byly především služby čtenářům všech věkových kategorií. V roce 1949 zřídila v knihovně knihařskou dílnu, kde se opravují poničené knihy, svazují ročníky periodik. V roce 1950 zajistila provoz bibliobusu, který dovážel čtenářům knihy přímo do vzdálených obcí. V roce 1951 otevřela hudební oddělení a navázala spolupráci s hudební školou v Českých Budějovicích. Celý svůj profesní život věnovala propagaci knihovny a knižní kultury, kterou prezentovala pořádáním výstav ilustrátorů, malířů, spisovatelů, ale i výstav dějin knihy, písma a tisku s poukazem na dědictví, které nám naši předkové zanechali v rukopisech a v knihách. V letech 1959–1969 působilo, díky její iniciativě, v prostorách knihovny Divadlo poezie, které zpřístupňovalo návštěvníkům literární texty a bylo vyhledávaným místem setkávání mladých intelektuálů. Soubor divadla vedený pracovnicí knihovny Jiřinou Mikuškovičovou, nastudoval ročně nejméně šest představení. V rámci mezinárodní spolupráce knihoven úspěšně hráli dva týdny členové Divadla poezie ve švédském Västeråsu. V roce 1968 připravila, spolu s dr. Hugo Rokytou, výstavu „Adalbert Stifter a Čechy“. Výstava byla ke stému výročí narození spisovatele instalována v prostorách kláštera Zlatá Koruna. Zajistila odbornou katalogizaci klášterních a církevních knihovních fondů svezených do Zlaté Koruny ze zrušených klášterů a ponechaných svému osudu. Přizvala k odborné práci v knihovně, tehdy režimu nepohodlného, klasického filologa a průkopníka medievistiky, profesora Karlovy univerzity a řady zahraničních univerzit Bohumila Rybu. V klášteře ve Vyšším Brodě zajistila restaurování rukopisů a vzácných tisků, které knihovna spravovala do roku 1990. Byla iniciátorkou výstavy „Iluminované rukopisy vyšebrodské“. Připravila podklady pro literární výstavu ve Zlaté Koruně „Písemnictví v jižních Čechách“, která byla realizována v letech 1989–2001. Ještě v důchodu pracovala pro Jihočeskou vědeckou knihovnu na přípravě bibliografií a soupisů knihovních fondů.

## Ocenění
- Čestné uznání Ministerstva školství a kultury – 1965
- Vyznamenání u příležitosti 20. výročí založení okresních knihoven – 1971
- Čestné uznání Ministerstva kultury – 1975